# Szokolay Dongó Balázs

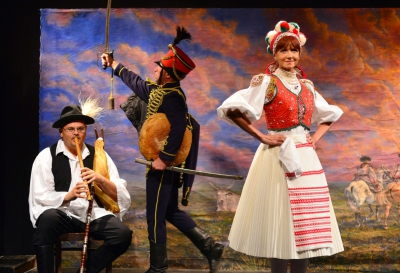
Parti Nagy Lajosnak az Élet és Irodalomban megjelent „meséi" közül hetet ad elő Kari Györgyi, Szokolay Dongó Balázs dudakíséretével. Vendégszerepel még Vati Tamás táncos.

Szokolay Dongó Balázs (Tótkomlós, 1965 –) zenész. Népzenét, valamint népzenei ihletésű improviztív zenét játszik  dudán, furulyán és szaxofonon.

## Életpálya
Gyermekéveit Délkelet-Magyarországon, Tótkomlóson töltötte. Mezőgazdasági majd rajzpedagógiai tanulmányok után autodidakta módon kezdett a zenével foglalkozni. Kezdetben bluest később népzenét játszott dudán, furulyán és szaxofonon. Édesapja köztiszteletben álló pedagógus, festő és néprajzi emlékek gyűjtője, testvérei a helyi fúvószenekar oszlopos tagjai voltak Tótkomlóson.
Bolya Mátyás zenész kollégájával először a ’80-as évek végén találkozott és 1999-ben kezdtek együtt dolgozni. Népzenészként 1990 és 2000 között több zenekarban is játszott, mint például: Kündü, Magyar Dudazenekar, Békés Banda, Vasmalom. Zenei pályafutása során a kezdetektől napjainkig tartó fontos műhelymunka a jazz és népzene határmezsgyéjén alkotó zenekar, a Dél-alföldi Szaxofonegyüttes. Saját együttese a Dongó és Barátai zenekar. A formáció eredetileg a Dunaújvárosi Táncszínház kíséretére jött létre, mára önálló koncertező zenekarrá vált.
2003-tól az Óbudai Népzenei Iskola dudatanára. Hangszerei: furulyák (somogyi hosszúfurulya, kis magyarországi pásztorfurulya, erdélyi furulya, román kaval, szlovák fujara, (tilinkó), dudák (magyar duda, dráva-menti horvát duda, mohácsi duda, bánáti szerb duda), szopránszaxofon, tárogató, dorombének.

## Művészi tevékenysége
A kárpát-medencei folklór mélyebb tanulmányozása során kezdett népzene feldolgozással foglalkozni. Így születtek saját kompozíciói elsősorban a jazz műfajában, és azok az improvizatív zenei alapok, amelyek magukon hordozzák a régmúlt magyar, román, szerb, horvát, szlovák és cigány kultúráját, és ugyanakkor modern, kortárs hangvételűek. Műhelymunkája a népzenében, a történeti zenében és az improvizációban teljesedik ki. A koncertezés mellett zeneszerzéssel és alkalmazott zeneírással (tánc- és bábszínházi zenék) is foglalkozik.
2001-ben Glasgowban, az "Academy of Music and Drama" Népzenei Tanszékén adott szóló koncertet magyar és horvát dudán. Rendszeresen koncertezik a  Téka, a Vujicsics, a Makám, Vízöntő Együttes együttesekkel; az Etnofon Zenei Társulással, és a Csík zenekarral. A legtöbbet foglalkoztatott magyar zenészek egyikeként partnere, alkotótársa – többek között – Sebestyén Mártának, Lovász Irénnek és Palya Beának, Szalóki Áginak; tagja volt a Vágtázó Csodaszarvas formációnak is, valamint a Both Miklós Folkside Projectnek.

## Sikerei, díjai
1994-ben lett a Népművészet Ifjú Mestere elismerő cím birtokosa.
2005-ben Artisjus-díjat kapott. Hangszerei: furulya, duda, szopránszaxofon, tárogató.
2016-ban Prima-díjas